# 大花玄参
大花玄参（学名：Scrophularia delavayi）为玄参科玄参属下的一个种。

## 扩展阅读
- 維基物種上的相關：大花玄参